# فرودگاه الازیغ
فرودگاه الازیغ (به انگلیسی: Elazığ Airport) یک فرودگاه همگانی و نظامی با کد یاتا EZS است که یک باند فرود آسفالت دارد و طول باند آن ۳۰۰۰ متر است. این فرودگاه در شهر الازیغ کشور ترکیه قرار دارد و در ارتفاع ۸۹۲ متری از سطح دریا واقع شده است.

## شرکت‌های هواپیمایی و مقصدهای پروازی
| شرکت‌های هواپیمایی                  | مقصدهای پروازی                            |
| ---------------------------------- | ----------------------------------------- |
| Corendon Dutch Airlines            | اسخیپول آمستردام                          |
| انور ایر                           | آتاترک                                    |
| پگاسوس ایرلاینز                    | آنتالیا، صبیحه گوکچن، عدنان مندرس         |
| سان اکسپرس                         | فرانکفورت (آغاز از ۲۸ ژوئن ۲۰۱۷), هامبورگ |
| سان‌اکسپرس دویچلند                  | فصلی: هانوفر                              |
| ترکیش ایرلاینز                     | آتاترک                                    |
| ترکیش ایرلاینز اجرا توسط آنادولوجت | اسن‌بوغا، صبیحه گوکچن                      |